# مرتد (السعودية)
تقع قرية مرتد جنوب محافظة الطائف بقرابة 115 كم وتتبع لمحافظة ميسان بني الحارث، ويحدها من الشمال شعبة الكحيت ومن الشرق وادي الشواحط وجبل العكبرة ومن الغرب قرية العرق ووادي الشهران ومن الجنوب جبل النفيخاء وجناب العيد،

## التعداد السكاني
ويبلغ تعداد سكانها قرابة 150 نسمة والذين يتميزون بتجمعهم من عدة أفخاذ من قبيلة بالحارث فجلهم من الحسين ثم يليها اليزيد ثم الزبدة والمشاييخ، وبهذه القرية قرابة 13بيتاً. ومساحتها حوالي 20 كلم مربع .
وتتميز بوجود قلعة أثرية وحصن قديم أيضاً .
كما تتميز بجوها العليل إذ أنها ترتفع عن سطح البحر قرابة 2500 م .

## الاودية
وبها عدد من الأودية أشهرها وادي مرتد والذي هو مجمع سيول من أودية المريفق والحوية والعرق والغوقة وجضة عبر وادي الشهران ، ويعتبر الوادي مزارًا سياحياً لكثير من السواح لمحافظة ميسان نظرًا لجريان هذ الوادي طول العام ، كما يوجد أودية فرعية أخرى مثل البويتر والنفيخاء القهيب ووادي الشواحط أيضاً
ويوجد بها العديد من الجبال مثل النفيخاء والعكبرة والدهماء والحمة 

## المنتجات الزراعية
تمتاز القرية بالمنتوجات الزراعية مثل الرمان والتين (الحماط) والتين الشوكي والعنب والخوخ والبرقوق (البخارة) والسفرجل والتوت والمشمش والبطيخ والتفاح والليمون 
كما يمتاز سكان القرية بتربية المواشي خصوصاً الأغنام والماعز تليها الأبقار
كما يوجد بالقرية جامع لصلاة الجمعة وبقية الصلوات ومصلى للعيد يقع بجناب العيد
ويوجد بالقرية جهاز ممطار بقرب الجامع تابع لوزارة الزراعة بالطائف وذلك لقياس نسبة الأمطار
وتتمتع القرية بوصول معظم الخدمات إليها من مواصلات وكهرباء وخدمة الهاتف والهاتف الجوال .
كما يوجد بها التقاطع الشهير المعروف باسمها (تقاطع مرتد) والذي يربط ما بين محافظة ميسان والقريع وغزايل.